# 파올로 풀리치
파올로 풀리치(이탈리아어: Paolo Pulici ˈpaːolo ˈpuːlitʃi[*], 1950년 4월 27일, 롬바르디아 주 론첼로 ~)는 이탈리아의 감독이자 전 축구 선수로, 현역 시절 스트라이커로 활약했다. 모든 대회를 통틀어 172골을 기록한 그는 토리노 구단 역사상 최대 득점자이다. 그는 여러 별칭이 붙었는데 다음과 같다: 가장 자주 쓰이는 별칭은 푸피(Pupi)로, 또다른 별칭으로는 풀리사이클론[이탈리아어: Puliciclone 풀리치클로네[*], 그의 성씨 풀리치(Pulici)와 사이클론(Ciclone)을 합성한 단어]으로 잔니 브레라 기자가 붙였다. 또한, 그는 프란체스코 그라치아니와 함께 골잡이 쌍둥이(I gemelli del gol)로 묶여 불리기도 했다. 풀리치는 국가대항전에서 이탈리아 국가대표팀일원으로 1974년과 1978년에 2차례 월드컵에 참가했고, 후자의 대회에서는 4위의 성적을 거두었다. 1990년을 기점으로, 그는 트레초 술아다의 트리티움의 본인 이름을 딴 축구 학교에서 축구를 전수하고 있다.
2014년, 그는 토리노 명예의 전당에 헌액되었다. 그는 명예의 전당 헌액한 첫 선수로 뽑혔고, "공격수"로 분류되었다.

## 클럽 경력

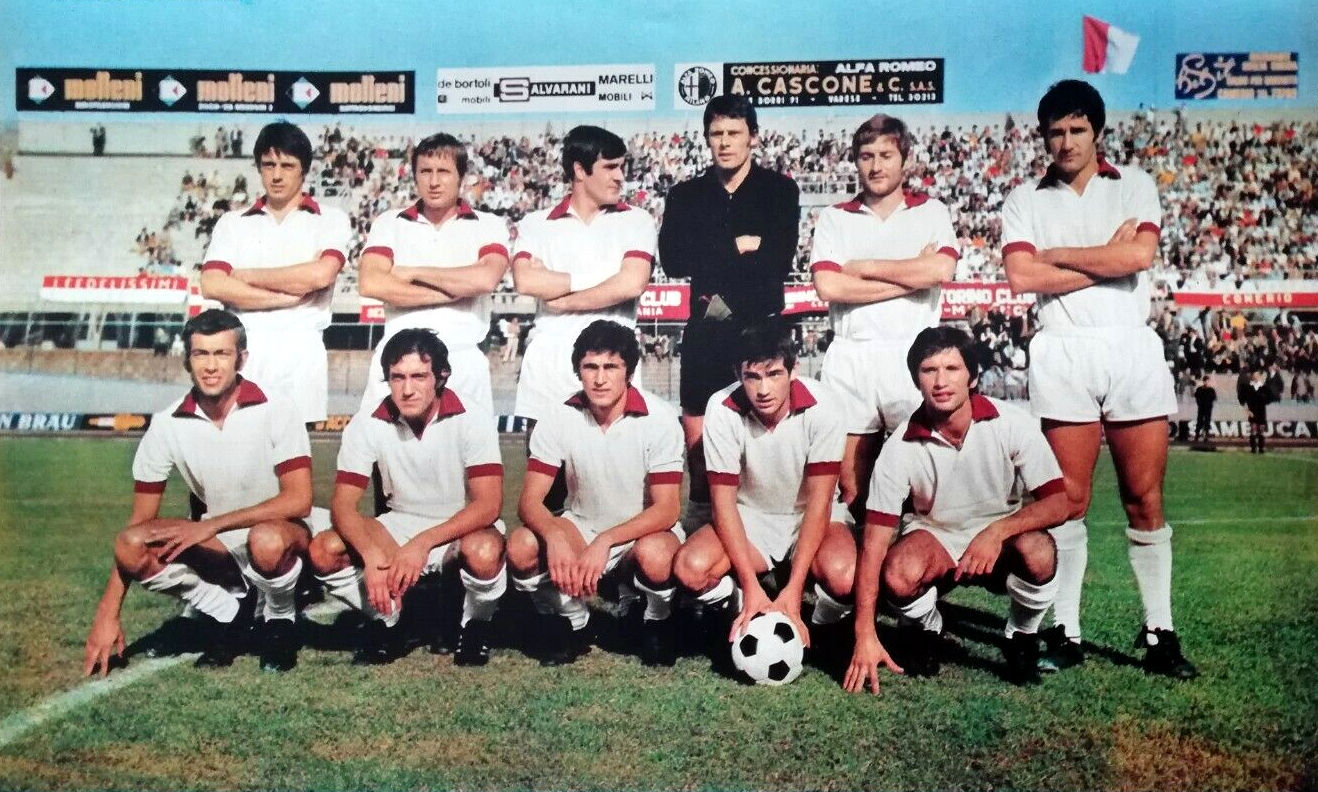
1970년, 토리노의 풀리치 (앞줄, 오른쪽에서 2번째)

풀리치는 1950년 4월 27일 밀라노 광역시의 소규모 마을인 론첼로(현재 몬차 에 브리안차 도의 일부) 그는 처음에 인테르나치오날레의 입단 시험을 보았지만, 구단의 주포 산드로 마촐라에 견줄 수준의 왼발을 가지지 못했다는 이유로 입단이 거절되었다. 결국 토리노가 에드몬도 파브리 당시 감독의 요청에 따라 1967년에 레냐노에서 그를 영입했고, 풀리치는 1968-69 시즌에 0-0으로 비긴 칼리아리와의 경기에서 선발로 출전했다. 그는 토리노에서 처음 4시즌을 보내며(이 중 3시즌을 주전으로) 79번의 리그 경기에 출전했지만, 기술적 한계와 골문 앞에서의 평정심 부족으로 9골 득점에 그쳤다.
1972년, 구스타보 자뇨니 감독은 풀리치를 선발진에서 2달 가량 배제했고, 유소년부 감독의 협력 하에 후보 자원으로 강등시켰다. 1972-73 시즌, 그는 세리에 A에서 17골을 기록해 잔니 리베라와 주세페 사볼디와 함께 공동 득점왕에 올랐다. 그는 1974–75 시즌(18골)과 1975–76 시즌에도 득점왕에 올랐는데, 1975-76 시즌에 토리노를 리그 우승으로 이끌 당시 21골을 넣었고, 프란체스코 그라치아니와 함께 막강한 공격진을 이루었다. 둘은 묶여 골잡이 쌍둥이(I gemelli del gol)로 불렸다. 풀리치는 체세나와의 시즌 최종전에서 경기의 승부처가 된 결승골을 기록했다.
그는 토리노에서 14년동안 활약하며 437번의 공식 경기에 출전해 리그와 컵대회에서 도합 172골을 넣었다. 그는 1975-76 시즌에 방패(Scudetto)를 딴 것 외에도 1976–77 시즌에 리그를 준우승으로 마쳤고, 1971년에는 코파 이탈리아도 들어올렸다.
이후, 그의 득점 횟수는 줄어들었고, 1979-80 시즌에는 3골에 그쳤는데, 당시 토리노를 다시 정상에 올린 루이지 라디체와도 결별했다. 1982년, 그는 토리노를 자유 계약으로 떠나 우디네세에 입단했다. 프리울리에서 1년을 보낸 그는 피오렌티나로 가서 축구화를 벗을 때까지 활약했다.

## 국가대표팀 경력

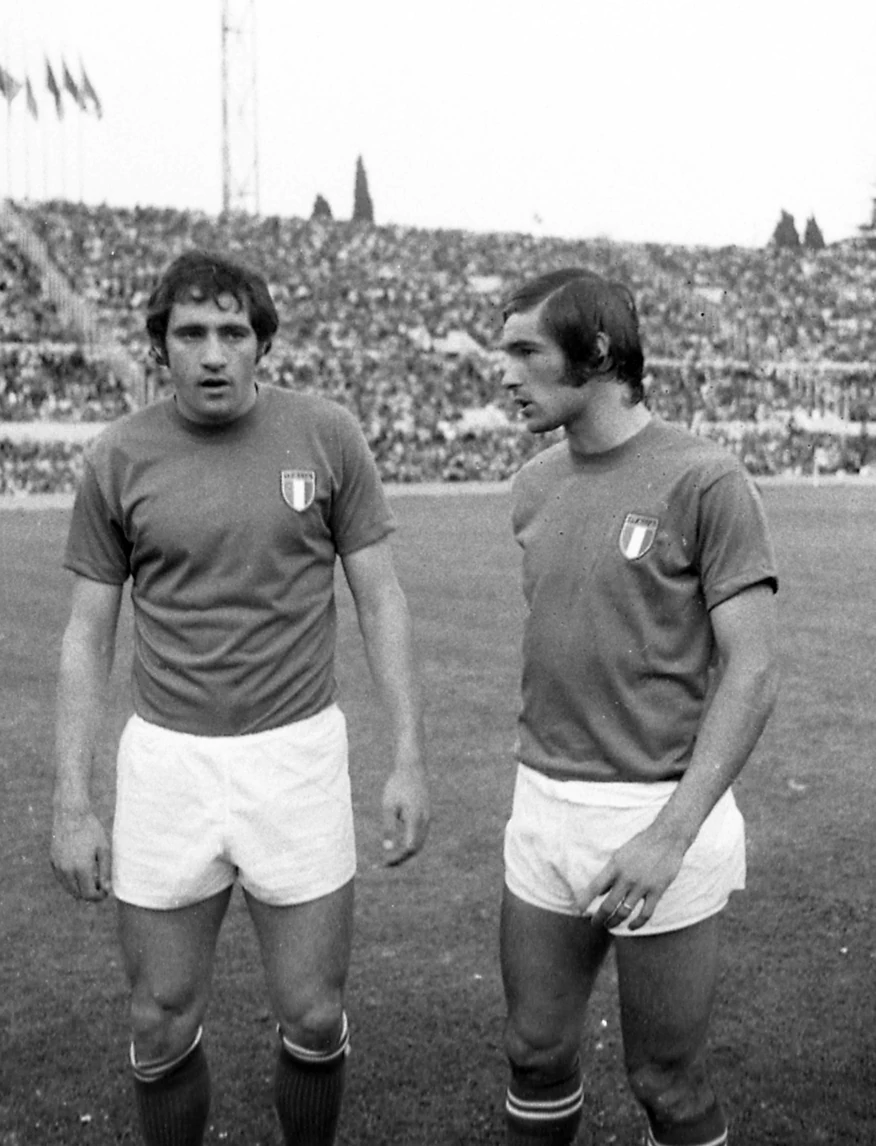
1973년, 이탈리아 국가대표팀의 풀리치(우측)와 조르조 키날리아

풀리치는 1973년 3월 30일, 제노바에서 열린 룩셈부르크와의 월드컵 예선전에서 이탈리아 성인 국가대표팀 첫 경기를 치렀는데, 결과는 5-0 승리였다. 그는 자신의 7번제 국가대표팀 경기인 피렌체에서 3-2로 이긴 그리스와의 1975년 12월 30일 경기에서 처음 2골을 적립했다. 이후, 이어지는 폴란드, 미국과의 2번의 경기에서 모두 득점을 올렸다.
풀리치는 총 19번의 이탈리아 국가대표팀 경기에서 5골을 기록했다. 그는 2번의 월드컵 본선(1974년과 1978년)에 참가할 명단에 이름을 올렸으나, 두 대회 모두 1경기도 출전하지 못했다. 풀리치는 국가대항전에서 19번 출전해 5골을 기록했는데, 주로 그라치아니와 동반 투입되었다. 토리노에서의 인상적인 활약을 국가대표팀에서 이어가지 못했기 때문에, 그는 주로 로베르토 베테가와 교체되었다.

## 감독 경력
은퇴 후, 그는 피아첸차의 감독진에 수석 코치로 합류했는데, 그는 에밀리아 연고 구단이 그의 현장 복귀를 간곡히 요청하여 수락했다. 1986년부터 1988년까지, 그는 바티스타 로타 감독을 보좌했는데, 1988-89 시즌 도중, 그는 엔리코 카투치가 맡은 수석 코치 역할을 승계했고, 나중에는 아틸리오 페로티의 직위를 승계했다.

## 경기 방식
골 결정력이 높고, 끈질기며, 오른발잡이의 표적형 공격수인 풀리치는 왼발도 능히 다루었다. 빠르고, 역동적이며, 신체적으로 강인한 풀리치는 공중 경합에 특히 강했고, 운동 신경을 과시하는 득점을 빈번히 했다. 그는 페널티킥 주자로도 두각을 나타냈다.

## 수상
토리노
- 세리에 A: 1975–76
- 코파 이탈리아: 1970–71

개인
- 세리에 A 득점왕: 1972–73 (17골), 1974–75 (18골), 1975–76 (21골)[16]
- 토리노 FC 명예의 전당: 2014[3]